# Annual Report
Der Annual Report ist eine jährlich erscheinende Publikation der Welthandelsorganisation.

## Veröffentlichungsweise
Die Publikation wird seit 1996 herausgegeben von der Welthandelsorganisation und ist die Nachfolgepublikation von international trade : trends and statistics, die vom GATT Sekretariat herausgegeben worden war und ein Jahr von der WTO, und GATT activities : in ... vom GATT Sekretariat.
Die Publikation wird in den drei Sprachen der Welthandelsorganisation, Englisch, Französisch und Spanisch herausgegeben. Auf Französisch firmiert die Publikation unter Rapport Annuel und auf Spanisch unter Informe Anual.

## Inhalt
Der Annual Report gibt Auskunft über die Aktivitäten der Welthandelsorganisation, beispielsweise zu Maßnahmen gegen die Corona-Pandemie oder den Klimawandel. und über das Budget und die Mitarbeiter der Organisation. Der Inhalt ist aber nicht auf reine Beschreibung der Maßnahmen der Organisation beschränkt, sondern berichtet auch über Entwicklungen innerhalb der Mitgliedsstaaten, die auf die Organisation zurückzuführen sind.